# Il posto dell'anima
Il posto dell'anima è un film del 2003, diretto da Riccardo Milani, girato prevalentemente a Vasto, in provincia di Chieti e in altre località del parco nazionale d'Abruzzo, Lazio e Molise.

## Trama
Una multinazionale statunitense nel settore degli pneumatici decide di chiudere la filiale italiana a Vasto per tagliare i costi e delocalizzare la produzione. Gli operai iniziano quindi una lotta serrata con iniziative di ogni genere, costellate però da contrasti interni specie tra i responsabili sindacali e che s'insinuano tra le mura domestiche. La comparsa di alcuni gravi casi di malattia, dovuta alle condizioni di lavoro, riporterà i militanti a unirsi.
Antonio,Salvatore e Mario si troveranno insieme ad affrontare la chiusura della fabbrica.
Tra false illusioni e rimpianti affronteranno uniti , seppur in maniera diversa lo spettro della futura disoccupazione.

## I temi
La situazione precaria degli operai italiani degli inizi del XXI secolo nella cornice di un paesino dell'Abruzzo: San Sebastiano dei Marsi, borgo marsicano in provincia dell'Aquila, presentato nel film come "San Marcellino" . Sono messi a fuoco gli aspetti più semplici della vita di operai e cittadini il loro provincialismo misto alla forte intensità di passioni e valori che li distingue, nella lotta per la chiusura della fabbrica di copertoni nella zona industriale di Vasto.
Tonino, interpretato da Silvio Orlando è il personaggio maggiormente permeante e filosofico; legato alla contestazione per principio affronta l'incertezza senza retrocedere leale ai compagni e alla verità. Resiste anche a Nina, la fidanzata che ama appassionatamente da diciotto anni, e che lo vuole a Milano, dove si è trasferira per lavoro e che vede nella vita lontano dal paese un miglioramento per entrambi. Nina lo scoraggia anche se la protesta acquista visibilità nazionale, insiste sul fallimento della lotta operaia, condotta senza appoggi, né struttura necessaria per affrontare il muro di gomma della società internazionale. Il tema del diritto a restare nei luoghi di nascita, lavorando, affiora insieme a quello delle morti sul lavoro, del cedimento dell'autorità nazionale di fronte al profitto privato internazionale, con il conseguente deterioramento del territorio e di risorse senza alcuna considerazione del sacrificio della popolazione nel lavoro.

## Produzione
Il film è stato girato quasi tutto a Vasto, nella località di Punta Penna dove è sito il faro e la fabbrica del film, nella piazza del Duomo di Vasto (scena della pupazza bruciata), e nel paese di Cupello, dove vive il protagonista, con scene anche a Pescasseroli e San Sebastiano dei Marsi.
Le scene della valle sono state girate nei dintorni di Schiavi d'Abruzzo, nel Parco Nazionale della Maiella. Altre scene sono state girate a Bruxelles.

## I personaggi
- Antonio: non ha una famiglia e vive liberamente la protesta insieme ai compagni, emotivamente coinvolto in ciascuna delle vite dei personaggi principali e delle loro famiglie. Testardo e innamorato di Nina è capace di iniziativa e coraggio - come nella scena culmine della denuncia alla Car Air negli Stati Uniti - è l'emblema della lotta. La sua morte interviene nel momento della sconfitta del tentativo di salvare la fabbrica dalla chiusura attraverso i tavoli sindacali. Egli esorta i compagni a non arrendersi prima di spirare.
- Salvatore: il più anziano e sindacalista, rivendica simboli non sempre condivisi dagli altri, è deluso e aggressivo, spesso si sfoga sulla propria famiglia, specialmente con il figlio ventiduenne, il più lontano dal suo universo politico e culturale.
- Mario: giovane e imperioso è l'operaio giovane, le radici ideologiche della sua partecipazione non sono sostenute dalla lunghezza dell'esperienza comune in lotta. Spinto dalla precarietà tenta diverse strade, e perduto il lavoro in fabbrica si inventa un lavoro indipendente, portando avanti anche il presidio.
- Nina: personaggio femminile ben delineato, con una sfumatura di rimpianto per l'abbandono del proprio uomo e della conseguente vita familiare, rappresenta l'altra faccia della strozzatura del mondo operaio. Precaria e lavoratrice al nord Italia, oscilla tra rimpianti e disprezzo per il proprio luogo di provenienza. Resta tuttavia fedele ai propri sentimenti e al proprio uomo.